# 328 (số)
328 (ba trăm hai mươi tám) là một số tự nhiên ngay sau 327 và ngay trước 329.